# Павел Чупаров
Павел (Павле) Димов Иванов Чупаров е български революционер, деец на Вътрешната македоно-одринска революционна организация.

## Биография
Павел Чупаров е роден във велешкото село Папрадище, днес Северна Македония. Брат е на ранните македонисти Димитър Чуповски и Наце Димов. Влиза във ВМОРО. Четник е на Борис Сарафов. В 1901 година е в четата на Дамян Мартинов от 5 души, която ликвидира двама известни кръволоци. Заловен е и е затворен и измъчван в Беяз куле в Солун. Осъден е на смърт, но по-късно е амнистиран.
При избухването на Балканската война в 1912 година е доброволец в Македоно-одринското опълчение и служи в 3 рота на 4 битолска дружина. Носител е на орден „За храброст“ ІV степен. Сражава се при Булаир, Родосто и Шаркьой, където е тежко ранен на 22 януари 1913 година. Участва и в Първата световна война като войник от 59 пехотен полк.
Учредител на Миячкото Папрадишко–Орешко културно благотворително дружество в София през 1923 година и е негов подпредседател. Съдейства на Тома Николов Чупаров да изготви през 1930 година в София генеалогично дърво на рода Чупарови. Умира в 1943 година. Погребан е в Централните софийски гробища.